# Justin Durand
Pour les articles homonymes, voir Durand.
Justin-François-Louis Durand, né le 13 avril 1798 à Perpignan (Pyrénées-Orientales) et mort le 2 décembre 1889 au Mas Deu à Trouillas (Pyrénées-Orientales), est un homme politique français.

## Biographie
Fils de Jacques-François-Hippolyte Durand, il devient négociant et banquier, et s'occupe de finances et d'économie politique.
Pancou-Lavigne, Justin Durand, Théodore  Guiter et Henri Delcros exercent les fonctions de maire de Perpignan par roulement tous les deux mois du 8 mars au 16 novembre 1831.
Président du conseil général des Pyrénées-Orientales de 1842 à 1845, puis de 1853 à 1862, il est élu député du département au Corps législatif le 29 février 1852. Il obtient sa réélection comme candidat officiel en 1857, puis en 1869, mais entre-temps perd la députation en 1863 face à Isaac Pereire, malgré une invalidation contre celui-ci pour corruption. Les événements du 4 septembre 1870 mirent fin à sa carrière politique.
Il est inhumé à Toulouges.